# Nagrada Risto Ratković
Nagrada Risto Ratković, prestižna je međunarodna književna nagrada, koja se dodjeljuje u okviru "Ratkovićevih večeri poezije" u Bijelom Polju, u Crnoj Gori. Dodjeljuje se od 1973. godine. 

## Dobitnici
- 1973.: Ljubislav Milićević
- 1974.: Jevrem Brković (odrekao se nagrade 1993.) ↓1
- 1975.: Dušan Kostić
- 1976.: Sreten Perović, za zbirku Gladno oko, (odrekao se nagrade 1993.) ↓1.
- 1977.: Milo Kralj
- 1978.: Radojica Bošković
- 1979.: Dobrosav Smiljanić
- 1980.: Dragomir Brajković
- 1981.: Gojko Dapčević
- 1982.: Dragoljub Jeronić
- 1983.: Iso Kalač
- 1984.: Ranko Jovović i Vukman Otašević
- 1985.: Nije dodijeljena.[2]
- 1986.: Todor Dutina
- 1987.: Slobodan Kostić
- 1988.: Radovan Pavlovski
- 1989.: Ljubica Miletić
- 1990.: Ranko Sladojević
- 1991.: Ismet Rebronja (odbio primiti nagradu)[2]
- 1992.: Aleksandar Sekulić
- 1993.: Radovan Karadžić, za pjesmu "Siđimo u gradove da bijemo gadove".[3] ↓1
- 1994.: Ilija Lakušić
- 1995.: Bećir Vuković
- 1996.: Blagoje Baković, za knjigu Grudva u snegu[4] i Dragan Koprivica, za zbirku Mi i oni.[5]
- 1997.: Đorđe Sladoje
- 1998.: Pavle Popović
- 1999.: Todor Živaljević Velički i Milovan Vitezović.
- 2000.: Tiodor Rosić, za knjigu Balada o građaninu.
- 2001.: Đorđe Nikolić, za knjigu poezije Dopis.
- 2002.: Aleksandar Bečanović, za knjigu Mjesta u pismu.
- 2003.: Dragan Jovanović Danilov, za knjigu Homer predgrađa i Bogić Rakočević, za knjigu Osobine.
- 2004.: Mladen Lompar,[6] za knjigu Scena na sceni.
- 2005.: Milorad Popović[7] za knjigu Nesigurna zemlja i Duško Novaković.
- 2006.: Borislav Jovanović, za zbirku pjesama Kenotaf.
- 2007.: Vladimir Đurišić, za knjigu pjesama Ništa ubrzo neće eksplodirati.
- 2008.: Marko Vešović, za knjigu pjesama Rastanak s Arencanom. (odbio primiti nagradu) ↓1
- 2009.: Pavle Goranović, za knjigu pjesama Cinober.
- 2010.: Glavnu nagradu dobio je pjesnik Ivica Prtenjača, dok je nagradu za mlade pjesnike dobila Dina Murić.
- 2011.: Ljubeta Labović, za knjigu pjesama Neću da se budim.
- 2012.: Mile Stojić, za knjigu pesama Dunia.
- 2013.: Alen Bešić, za knjigu Golo srce.
- 2014.: Faruk Šehić, za knjigu poezije Moje rijeke i Dejan Aleksić, za knjigu Biti.
- 2015.: Ibrahim Hadžić, za knjigu poezije Duge slike kratkih pesama
- 2016.: Lana Derkač, za knjigu pjesama Posvajanje neba i Tatjana Bijelić, za knjigu Karta više za pikarski trans.[8]
- 2017.: Tanja Kragujević, za zbirku 'Efekat leptira" i Balša Brković, za zbirku "Crno igralište".[9]